# König, Dame, Bube (Film)
König, Dame, Bube ist eine deutsch-US-amerikanische Literaturverfilmung von Jerzy Skolimowski aus dem Jahr 1972. Der US-amerikanische Titel lautet King, Queen, Knave, in den deutschen Kinos lief der Film auch unter dem Titel Herzbube.

## Handlung
Nach dem Tod seines Vaters zieht der unbedarfte Jugendliche Frank aus Manchester zu seinem Onkel Charles Dreyer und seiner Tante Martha nach München. Charles ist hier der Inhaber des großen Kaufhauses Dreyer und stellt Frank nach einer Probe als Mitarbeiter ein. Frank bezieht eine eigene kleine Wohnung und lebt hier Wand an Wand mit dem Tüftler Ritter, genannt Professor. Ritter hat einen Stoff entwickelt, der wie falsche Haut aussieht. Er will, dass Frank das Fabrikat Charles vorstellt, hofft Ritter doch, damit bewegliche Schaufensterpuppen bespannen zu können. Tatsächlich ist Charles von der Idee angetan und gibt zwei bewegliche Puppen bei Ritter in Auftrag.
Frank hatte bei dem Versuch, Charles die falsche Haut vorzustellen, zunächst nur Martha im Haus angetroffen, zu der er sich auf ihn verwirrende Weise hingezogen fühlt. Das Gespräch um „seine Haut“, die er mitgebracht habe und die er ihr gerne zeigen würde, hat einmal mehr ihr Verlangen nach ihm entfacht. So kommt es, dass sie ihn schließlich in seiner kleinen Wohnung aufsucht, als er gerade plant, die Stadt zu verlassen, liebt er seine Tante doch. Beide schlafen miteinander und Martha kündigt an, dies so lange zu wiederholen, bis er gut darin sei. Ritter hört die Liebesstunden im Nebenzimmer, reagiert jedoch gelassen auf die Vibrationen, die in seinem Zimmer die Äpfel vom Schrank fallen lassen.
Eines Tages kommt Charles erschüttert nach Hause, ist bei einem Unfall doch sein Chauffeur getötet worden. Sein Hinweis, dass jeder jederzeit sterben könne, lässt in Martha den Gedanken aufkommen, ihren Ehemann umbringen zu lassen. Mit Frank schmiedet sie Pläne, wie dies am besten umzusetzen sei, doch hat der junge Mann Skrupel, will er Charles doch nicht leiden sehen. Ein erster Versuch, Charles bei einer Feier während eines Stromausfalls zu erschießen, schlägt fehl, entpuppt sich die vermeintliche Pistole doch als Feuerzeug.
Ritter hat zwei Puppen mit falscher Haut fertiggestellt und führt die roboterähnlichen Wesen Charles und zwei Großinvestoren vor. Zwar geht die Vorstellung schief, da die Elektronik der Figuren versagt, doch beauftragt Charles ihn mit der Anfertigung einer weiblichen Roboterpuppe. Mit Martha plant er kurz darauf einen Urlaub an der Côte d’Azur, zu der beide auch Frank mitnehmen wollen. Martha will ihm die frohe Nachricht verkünden, doch ist Frank gerade zum Essen außer Haus gegangen. Um ihn zu überraschen, kleidet sich Martha in seiner Wohnung aus und legt sich ins Bett. Frank trifft unterwegs unterdessen Charles, der sich spontan seine neue Wohnung ansehen will. Gemeinsam versuchen beide Männer vergeblich, die Tür zu Franks Wohnung zu öffnen, hält Martha sie kaum bekleidet doch verzweifelt zu. Erst ein Nachbar macht Frank darauf aufmerksam, dass seine Freundin in der Wohnung sei. Charles ist die Situation peinlich und er geht. Er trifft beim Gehen jedoch Ritter und lässt sich von ihm Franks Freundin beschreiben. Von der Beschreibung ist er angetan und beschließt, dass Ritter die neue Puppe nach dem Ebenbild von Franks Freundin schaffen soll. Als Frank in den Urlaub gefahren ist, entdeckt Ritter in dessen Wohnung ein Foto von Martha, das er an sich nimmt.
Im Urlaub planen Martha und Frank die Ermordung von Charles. Charles soll in einem Wettstreit einen entfernten Punkt der Küste zu Fuß erreichen, während Martha und Frank den Punkt eher mit dem Ruderboot erreichen wollen. Der Rückweg soll zusammen angetreten werden, wobei Frank Charles auf ein Codewort hin aus dem Boot stoßen soll. Da Charles nicht schwimmen kann, ist so sein Tod besiegelt. Der Plan geht zunächst auf. Martha spricht das Codewort, doch erzählt Charles ihr unmittelbar danach, dass er am nächsten Tag nach München zurückreisen müsse, um einen Millionenvertrag abzuschließen, habe sich einer der Investoren doch für den Ankauf einer Puppe entschieden. Martha will den Mord nun verhindern. Frank verliert im Tumult seine Brille und sieht daraufhin fast nichts mehr. Durch seine fahrigen Bewegungen kentert das Boot und alle drei Insassen landen im Wasser. Es ist Martha, die ertrinkt. Zurück in München sind Frank und Charles in Trauer. Charles sieht Frank als seinen einzigen wahren Freund an und lässt ihn in seine Villa einziehen. Zudem stellt er ihm die Übernahme der Firma in Aussicht. Nachgeschickte Liebesbriefe von Martha an Frank kann Frank rechtzeitig an sich nehmen und vernichten. Am Ende steht jedoch Ritter vor der Tür und klingelt. In seinen Armen hält er die neue Puppe – die Martha bis aufs Haar gleicht.

## Produktion
König, Dame, Bube beruht auf Vladimir Nabokovs gleichnamigem Roman. Der Film wurde 1971 unter anderem in den Bavaria Filmstudios  Geiselgasteig gedreht. Die Filmbauten stammen von Rolf Zehetbauer. Der Film erlebte am 18. Mai 1972 unter dem Titel König, Dame, Bube bei den Internationalen Filmfestspielen von Cannes seine Premiere und lief im Wettbewerb um die Goldene Palme. Er kam am 8. Juni 1972 unter dem Titel Herzbube in die deutschen Kinos und war später – erneut unter dem Titel König, Dame, Bube – im deutschen Fernsehen zu sehen.

## Kritik
Der film-dienst nannte König, Dame, Bube eine „klamottenhafte Gesellschaftskomödie, die unerfreuliche Ähnlichkeiten mit bundesdeutschen Bettlustspielen jener Jahre aufweist“ Auch Der Spiegel kritisierte den Film als „plumpe… Sexualposse“, die dem Regisseur „grell und verkrampft geraten“ sei.
Cinema schrieb, Regisseur Jerzy Skolimowski machte aus Nabokovs „bissige[r] Romanvorlage“ „nur eine theatralische Klamotte, die trotz erfahrener Darsteller peinlich wirkt“. „Trotz blendender Akteure ein filmischer Blindgänger“, lautete das Urteil der Redaktion.